# Klon repozitorija
Klon repozitorija (eng. repository clone) je koncept iz distribuiranog nadzora inačica koji predstavlja kloniranje udaljenog repozitorija u lokalnu kopiju.
Operacija kloniranje se izvodi kad razvijatelj softvera želi početi raditi na nekom već postojećem projektu.

## Uporaba
Uporaba kod distribuiranih nadzora inačica.
Nekoliko alata ima naredbu clone: monotone (mtn), Mercurial (hg), git i Bazaar (alias za branch). SVK ju naziva mirror.

## Vanjske poveznice
- (engleski) How can I import my existing repository into newly installed VisualSVN Server?